# Tipula didolos
Tipula didolos är en tvåvingeart som beskrevs av Alexander 1962. Tipula didolos ingår i släktet Tipula och familjen storharkrankar. Inga underarter finns listade i Catalogue of Life.